# Duško Pijetlović
Duško Pijetlović (Novi Sad, 25. travnja 1985.), srbijanski vaterpolist, sezone 2012./13. igrač beogradske Crvene zvezde (prije talijanskog Pro Recca). Igrao je i za beogradski Partizan. Sa Zvezdom je osvojio srbijansko prvenstvo i kup i Euroligu. Nakon te sezone potpisao je za ruski Sintez Kazan.  Uvršten je u najbolju momčad Svjetskog prvenstva u vaterpolu 2013. na kojem je Srbija ispod svih očekivanja osvojila sedmo mjesto.
Poznat je po nevjerojatnom pogotku za 6:3 u utakmici protiv Grčke u poluzavršnici Europskog prvenstva u Beogradu 20. siječnja 2016. godine. Grčki igrač potopio je Pijetlovića, ali srpski centar okrenut leđima nekako je uspio postići pogodak iako je bio pola metra ispod vode.